# Union Banking Corporation
Pour les articles homonymes, voir UBC.
L’Union Banking Corporation (UBC) était une société bancaire aux États-Unis fondée en 1924, qui fut saisie, pour échange avec l’ennemi (avec le  Trading with the Enemy Act), en 1942 après l’entrée des États-Unis dans la Seconde Guerre mondiale. La société a été accusée d’être une organisation nazie. Elle fut liquidée en 1951. Les présidents étaient George Herbert Walker ainsi que son gendre Prescott Bush, le père de George H. W. Bush et grand-père de George  W. Bush.

## Historique

### Fondation
La famille Thyssen, financiers d’Adolf Hitler, créa UBC en tant que filiale de la Bank Voor handel en scheepvaart pour gérer les investissements aux États-Unis. Cela se fit par l'envoi d'un directeur de BVHES, Hendrick J. Kouwenhoven à New-York, en 1924, afin d'y rencontrer Walker et les frères Harriman. L'adresse de la société, 39 Broadway Street, est la même que la société Harriman & co.
Parmi les fondateurs, on peut citer Cornelis Lievense, J. P. Ripley comme secrétaire et trésorier, et les membres suivants :
- E. Roland Harriman (Harriman & Company) ;
- Samuel F. Pryor (Harriman & Company) ;
- Joseph P. Ripley (Harriman & Company) ;
- James D. Sawyer (Harriman & Company) ;
- Garrard Glenn ;
- William B. Walsh ;
- DeWitt C. Jones Jr.

### Rapport avec le national-socialisme allemand
Un rapport du congrès des États-Unis, décrit Union Bank comme un « interlocking trust » avec le trust de l’acier allemand. UBC a aussi été utilisée pour augmenter les revenus pour l’Allemagne et d’avoir transféré illégalement des technologies de carburant pour l’aviation à la Luftwaffe.
En juillet 1942, un article de première page du journal New York Tribune à propos de la banque était titré « Hitler’s Angel Has 3 Million in US Bank » (« L’ange d’Hitler a 3 millions dans une banque des États-Unis »). L’« Ange d’Hitler » étant Fritz Thyssen. Cet article a déclenché l’enquête du Congrès des États-Unis qui ferma l’UBC.